# ویلای موروثی
ویلای موروثی یک فیلم ایرانی به کارگردانی نیما هاشمی محصول سال ۱۴۰۳ است.

## خلاصه داستان
اردشیرخان دوگوشمال در پی اتفاقات تلخ و شیرین که سرنوشت خانواده‌اش را تحت شعاع قرار داده، باید برای ویلای موروثی تصمیماتی اساسی بگیرد.

## بازیگران
- خشایار راد
- مریم امیرجلالی
- سیروس همتی
- آتش تقی پور
- فرحناز منافی ظاهر
- نیما هاشمی